# Associazione Calcio Brescia 1961-1962
Questa pagina raccoglie le informazioni riguardanti l'Associazione Calcio Brescia nelle competizioni ufficiali della stagione 1961-1962.

## Stagione
Nella stagione 1961-1962 il Brescia disputa il ventiduesimo campionato di Serie B della sua storia, un torneo che prevede tre promozioni e tre retrocessioni, con 37 punti in classifica si piazza in ottava posizione. Salgono in Serie A il Genoa che vince il campionato con 54 punti, con il Napoli ed il Modena secondi con 43 punti. Retrocedono in Serie C il Cosenza, la Reggiana ed il Prato.
Il 7 giugno 1961 Enrico Ranzanici viene eletto presidente del Brescia, alla guida delle rondinelle arriva il triestino Alberto Eliani. Remo Vigni dopo quattro stagioni al Brescia viene ceduto alla Sampdoria in cambio di Severino Lojodice e Giuseppe Recagno. Lasciano i biancoazzurri anche Pierluigi Magri, Laszlo Szoke, Elio Ferrazzi, Renato Martini, Albino Cella e Giuseppe Marchetto. Dal Venezia arriva il centravanti Virginio De Paoli, dalla Lazio il mediano Franco Carradori, il terzino Giosuè Stucchi dalla Roma, le ali Aldo Santoni dalla Sambenedettese e Giuseppe Gallo dal Milan. Il rinnovato Brescia delude le attese della piazza, a novembre arriva l'esonero di Alberto Eliani e viene richiamato Luigi Bonizzoni per la terza volta sulla panchina bresciana. Il Brescia chiude all'ottavo posto il campionato, Gigi De Paoli con 9 reti ne è il miglior realizzatore, si mette in evidenza un giovane difensore del vivaio Ferdinando Mangili, soprannominato dai tifosi "ruspa", che colleziona 21 presenze nel torneo. In Coppa Italia il Brescia supera al primo turno il Como (3-1), al secondo vince (0-2) a Padova, negli Ottavi di Finale viene eliminato dalla Juventus che si impone al Rigamonti (0-1) con una rete del gallese John Charles.

## Divise
| 1ª divisa |

## Organigramma societario
Area direttiva
- Presidente: Enrico Ranzanici

Area tecnica
- Allenatore: Alberto Eliani, poi dal 18 ottobre 1961 Luigi Bonizzoni[2]

## Rosa
| N. |                   | Ruolo | Calciatore         |
| -- | ----------------- | ----- | ------------------ |
|    | Italia (bandiera) | P     | Luigi Brotto       |
|    | Italia (bandiera) | P     | Giuseppe Moschioni |
|    | Italia (bandiera) | D     | Romano Di Bari     |
|    | Italia (bandiera) | D     | Alberto Fumagalli  |
|    | Italia (bandiera) | D     | Ferdinando Mangili |
|    | Italia (bandiera) | D     | Umberto Ratti      |
|    | Italia (bandiera) | D     | Giosuè Stucchi     |
|    | Italia (bandiera) | C     | Ottavio Bianchi    |
|    | Italia (bandiera) | C     | Franco Carradori   |
|    | Italia (bandiera) | C     | Aldo Santoni       |
|    | Italia (bandiera) | C     | Faustino Turra     |

| N. |                   | Ruolo | Calciatore           |
| -- | ----------------- | ----- | -------------------- |
|    | Italia (bandiera) | A     | Camillo Baffi        |
|    | Italia (bandiera) | A     | Francesco Bettoni    |
|    | Italia (bandiera) | A     | Virginio De Paoli    |
|    | Italia (bandiera) | A     | Gianfranco Dell'Orto |
|    | Italia (bandiera) | A     | Armando Favalli      |
|    | Italia (bandiera) | A     | Giuseppe Gallo       |
|    | Italia (bandiera) | A     | Severino Lojodice    |
|    | Italia (bandiera) | A     | Renato Mola          |
|    | Italia (bandiera) | A     | Giuseppe Recagno     |
|    | Italia (bandiera) | A     | Eugenio Rizzolini    |

## Risultati

### Serie B

#### Girone di andata
| Arbitro: | Barolo (Venezia) |

|             |           |                  |
| Recagno 24’ | Marcatori | 50’, 81’ Rambone |

| Arbitro: | Cirone (Palermo) |

|                          |           |  |
| De Paoli 16’ Bettoni 29’ | Marcatori |  |

| Roma 17 settembre 1961 3ª giornata | Lazio           | 0 – 0 | Brescia | Stadio Flaminio\| Arbitro: \| Annoscia (Bari) \| |
| Arbitro:                           | Annoscia (Bari) |       |         |                                                  |

| Arbitro: | Cataldo (Reggio Calabria) |

|                |           |  |
| Cappellaro 45’ | Marcatori |  |

| Arbitro: | Angelini (Firenze) |

|              |           |             |
| De Paoli 13’ | Marcatori | 25’ Corelli |

| Arbitro: | Ferrari (Milano) |

|            |           |  |
| Muzzio 75’ | Marcatori |  |

| Arbitro: | Sbardella (Roma) |

|                        |           |           |
| Turra 26’ Lojodice 39’ | Marcatori | 89’ Grevi |

| Arbitro: | Righetti (Torino) |

|             |           |                                   |
| Gratton 62’ | Marcatori | 69’ (aut.) Francescon 84’ Recagno |

| Arbitro: | D'Agostini (Roma) |

|  |           |                                              |
|  | Marcatori | 50’ Maioli 69’ Fontanesi 85’ (rig.) Pirovano |

| Arbitro: | Cataldo (Reggio Calabria) |

|  |           |              |
|  | Marcatori | 77’ De Paoli |

| Arbitro: | Cotugno (Civitavecchia) |

|              |           |  |
| Lojodice 10’ | Marcatori |  |

| Arbitro: | Rancher (Roma) |

|             |           |  |
| Giorgis 44’ | Marcatori |  |

| Arbitro: | Francescon (Padova) |

|                  |           |  |
| Recagno 67’, 90’ | Marcatori |  |

| Arbitro: | Leita (Udine) |

|                          |           |                             |
| Dal Molin 2’ Fantini 87’ | Marcatori | 18’, 25’ Lojodice 49’ Turra |

| Arbitro: | Sebastio (Taranto) |

|           |           |  |
| Macor 49’ | Marcatori |  |

| Arbitro: | Varazzani (Parma) |

|  |           |               |
|  | Marcatori | 27’ Campanini |

| Arbitro: | De Robbio (Torre Annunziata) |

|                                |           |                          |
| Calloni 33’ Di Bari 76’ (aut.) | Marcatori | 38’ Recagno 64’ De Paoli |

| Cosenza 14 gennaio 1962 18ª giornata | Cosenza           | 0 – 0 | Brescia | Stadio Emilio Morrone\| Arbitro: \| Righetti (Torino) \| |
| Arbitro:                             | Righetti (Torino) |       |         |                                                          |

| Arbitro: | Politano (Cuneo) |

|           |           |  |
| Gallo 32’ | Marcatori |  |

#### Girone di ritorno
| Arbitro: | Cirone (Palermo) |

|                 |           |  |
| Guglielmoni 62’ | Marcatori |  |

| Arbitro: | Sbardella (Roma) |

|                      |           |          |
| Zeno 32’ (rig.), 65’ | Marcatori | 5’ Turra |

| Arbitro: | De Robbio (Torre Annunziata) |

|              |           |  |
| Lojodice 24’ | Marcatori |  |

| Arbitro: | Roversi (Bologna) |

|  |           |                                         |
|  | Marcatori | 42’ Vitali 67’ (rig.) Bettini 74’ Rizzo |

| Arbitro: | Cataldo (Reggio Calabria) |

|              |           |             |
| Fraschini 3’ | Marcatori | 67’ Recagno |

| Arbitro: | Politano (Cuneo) |

|                       |           |  |
| Baffi 10’ Recagno 80’ | Marcatori |  |

| Arbitro: | Gandiolo (Alessandria) |

|           |           |          |
| Volpi 52’ | Marcatori | 8’ Gallo |

| Arbitro: | Palazzo (Palermo) |

|                  |           |  |
| De Paoli 9’, 39’ | Marcatori |  |

| Arbitro: | Varazzani (Parma) |

|                     |           |                     |
| Pirovano 51’ (rig.) | Marcatori | 26’ (rig.) De Paoli |

| Arbitro: | Monti (Ancona) |

|           |           |  |
| Baffi 57’ | Marcatori |  |

| Arbitro: | Leita (Udine) |

|            |           |  |
| Smersy 68’ | Marcatori |  |

| Arbitro: | Bonetto (Torino) |

|  |           |              |
|  | Marcatori | 85’ Pagliari |

| Arbitro: | Annoscia (Bari) |

|                           |           |                        |
| Giacomini 16’ Firmani 39’ | Marcatori | 61’ De Paoli 89’ Baffi |

| Arbitro: | Orlando (Bergamo) |

|  |           |                |
|  | Marcatori | 34’ Traspedini |

| Arbitro: | Sebastio (Taranto) |

|                                              |           |  |
| Favalli 14’ Ratti 43’ Gallo 68’ De Paoli 79’ | Marcatori |  |

| Arbitro: | Cirone (Palermo) |

|                               |           |  |
| Carradori 4’ (aut.) Rossi 49’ | Marcatori |  |

| Arbitro: | Gioggi (Roma) |

|                |           |               |
| Baffi 50’, 63’ | Marcatori | 76’ Carminati |

| Arbitro: | Marchese (Napoli) |

|                         |           |           |
| Dalla Pietra 62’ (aut.) | Marcatori | 69’ Lenzi |

| Arbitro: | De Robbio (Torre Annunziata) |

|             |           |  |
| Sartore 47’ | Marcatori |  |

## Coppa Italia
| Arbitro: | Gandiolo (Alessandria) |

|                               |           |               |
| Recagno 69’ Lojodice 76’, 82’ | Marcatori | 68’ Cavallito |

| Arbitro: | Varazzani (Parma) |

|  |           |                                |
|  | Marcatori | 34’ (rig.) Carradori 62’ Turra |

| Arbitro: | Sbardella (Roma) |

|  |           |             |
|  | Marcatori | 28’ Charles |

## Statistiche

### Statistiche di squadra
| Competizione | Punti | In casa | In casa | In casa | In casa | In casa | In casa | In trasferta | In trasferta | In trasferta | In trasferta | In trasferta | In trasferta | Totale | Totale | Totale | Totale | Totale | Totale | DR |
| Competizione | Punti | G       | V       | N       | P       | Gf      | Gs      | G            | V            | N            | P            | Gf           | Gs           | G      | V      | N      | P      | Gf     | Gs     | DR |
| ------------ | ----- | ------- | ------- | ------- | ------- | ------- | ------- | ------------ | ------------ | ------------ | ------------ | ------------ | ------------ | ------ | ------ | ------ | ------ | ------ | ------ | -- |
| Serie B      | 37    | 19      | 11      | 2       | 6       | 23      | 15      | 19           | 3            | 7            | 9            | 14           | 21           | 38     | 14     | 9      | 15     | 37     | 36     | +1 |
| Coppa Italia |       | 2       | 1       | 0       | 1       | 3       | 2       | 1            | 1            | 0            | 0            | 2            | 0            | 3      | 2      | 0      | 1      | 5      | 2      | +3 |
| Totale       | -     | 21      | 12      | 2       | 7       | 26      | 17      | 20           | 4            | 7            | 9            | 16           | 21           | 41     | 16     | 9      | 16     | 42     | 38     | +4 |

### Statistiche dei giocatori[7]
| Giocatore    | Serie B  | Serie B | Coppa Italia | Coppa Italia | Totale   | Totale |
| Giocatore    | Presenze | Reti    | Presenze     | Reti         | Presenze | Reti   |
| ------------ | -------- | ------- | ------------ | ------------ | -------- | ------ |
| C. Baffi     | 19       | 5       | 2            | 0            | 21       | 5      |
| F. Bettoni   | 5        | 1       | 1            | 0            | 6        | 1      |
| O. Bianchi   | 3        | 0       | 1            | 0            | 4        | 0      |
| L. Brotto    | 19       | -18     | 2            | -1           | 21       | -19    |
| F. Carradori | 34       | 0       | 3            | 1            | 37       | 1      |
| V. De Paoli  | 36       | 9       | 3            | 0            | 39       | 9      |
| G. Dell'Orto | 2        | 0       | -            | -            | 2        | 0      |
| R. Di Bari   | 28       | 0       | 2            | 0            | 30       | 0      |
| A. Favalli   | 22       | 1       | 1            | 0            | 23       | 1      |
| A. Fumagalli | 34       | 0       | 2            | 0            | 36       | 0      |
| G. Gallo     | 25       | 3       | -            | -            | 25       | 3      |
| S. Lojodice  | 27       | 5       | 3            | 2            | 30       | 7      |
| F. Mangili   | 21       | 0       | 1            | 0            | 22       | 0      |
| R. Mola      | 1        | 0       | -            | -            | 1        | 0      |
| G. Moschioni | 19       | -18     | 1            | -1           | 20       | -19    |
| U. Ratti     | 8        | 1       | 1            | 0            | 9        | 1      |
| G. Recagno   | 35       | 7       | 3            | 1            | 38       | 8      |
| E. Rizzolini | 24       | 0       | 2            | 0            | 26       | 0      |
| A. Santoni   | 15       | 0       | 2            | 0            | 17       | 0      |
| G. Stucchi   | 17       | 0       | 1            | 0            | 18       | 0      |
| F. Turra     | 24       | 3       | 2            | 1            | 26       | 4      |